# جرج بالدوین
جرج بالدوین (به انگلیسی: George B. Baldwin) (۲۳ اوت ۱۹۲۰–۳ دسامبر ۲۰۱۴ هانوفر) از اساتید اقتصاد و در مقطعی مشاور اقتصادی دولت ایران در قالب گروه مشاوران اقتصادی هاروارد بود.

## زندگی
جرج بی. بالدوین در ۲۳ اوت ۱۹۲۰ به دنیا آمد و در مدرسه بلمونت هیل تحصیل کرد. سپس به دانشگاه پرینستون رفت و و توانست در رشتهٔ روابط عمومی و بین‌الملل فارغ‌التحصیل شود. در هنگامهٔ جنگ جهانی دوم به دلیل مشکلی که در ناحیهٔ پا داشت، معاف از رزم شد. پس از جنگ به دانشگاه ام.آی. تی رفت و در رشتهٔ اقتصاد دکتری گرفت. بالدوین پس از فارغ‌التحصیلی دو سال برای تدریس به دانشگاه وندربیلت در شهر نشویل ایالت تنسی رفت.
بالدوین در ۱۹۵۸ به همراه هیئتی برای مشاوره به سازمان برنامه ایران به این کشور رفت و «عاشق این کشور شد» و در نهایت در ۱۹۶۱ ایران را ترک کرد. وی نظرات خود در خصوص وضعیت برنامه‌ریزی در ایران را در کتابی با همین عنوان در نوامبر ۱۹۶۷ منتشر کرد. برخی از تحلیلگران بر این باورند که ایده‌های او در خصوص دلایل شکست برنامه‌ریزی در ایران هنوز هم در مورد این کشور صادق است. کتاب او با عنوان «برنامه‌ریزی در ایران» توسط علی اعظم محمدبیگی ترجمه شده‌است. جرج بعد از پایان مأموریتش در ایران به ایالات متحده بازگشت و در آنجا به مؤسسهٔ توسعهٔ اقتصادی بانک جهانی رفت و تا بازنشستگی در آنجا خدمت کرد. وی به دلیل مطالعاتی که دربارهٔ خاورمیانه و به‌ویژه ایران داشت، به یکی از کارشناسان این حوزه تبدیل شده و مورد رجوع پژوهشگران قرار می‌گرفت. جرج بالدوین در ۳ دسامبر ۲۰۱۴ در هانوفر آلمان درگذشت.

## آثار
- Planning and Development in Iran
- Beyond Nationalization: The Labor Problems of British Coal
- Industrial Growth in South India: Case studies in Economic Development